# بيدرو فيلاغرا
بيدرو فيلاغرا (بالإسبانية: Pedro Villagra)‏‏ (22 أغسطس 1934 - 3 سبتمبر 2018) هو ممثل تشيلي مَعروف، عمل لأكثر من 50 عامًا في المسرح والتلفزيون.

## روابط خارجية
- بيدرو فيلاغرا على موقع IMDb (الإنجليزية)
- بيدرو فيلاغرا على موقع قاعدة بيانات الفيلم (الإنجليزية)